# Debbie Flintoff-King
Debra Lee (Debbie) Flintoff-King (Kew (Melbourne), 20 april 1960) is een voormalige Australische atlete, die gespecialiseerd was in het hordelopen. Ze werd olympisch kampioene in 1988.

## Biografie
Flintoff-King nam tweemaal deel aan de Olympische Zomerspelen en won in 1988 de gouden medaille op de 400 meter horden. Een jaar eerder was Flintoff-King tweede geworden tijdens de wereldkampioenschappen atletiek 1987.

## Titels
- Olympisch kampioene 400 m horden - 1988

## Persoonlijke records
Outdoor
| Onderdeel    | Prestatie | Datum             | Plaats |
| ------------ | --------- | ----------------- | ------ |
| 400 m horden | 53,17 s   | 28 september 1988 | Seoel  |

## Palmares

### 400 m horden
- 1984: 6e OS - 56,21 s
- 1987:  - 54,19
- 1988:  OS - 53,17 s

1984: Nawal El Moutawakel ·
1988: Debbie Flintoff-King ·
1992: Sally Gunnell ·
1996: Deon Hemmings ·
2000: Irina Privalova ·
2004: Fani Chalkia ·
2008: Melaine Walker ·
2012: Lashinda Demus ·
2016: Dalilah Muhammad ·
2020: Sydney McLaughlin ·
2024: Sydney McLaughlin-Levrone
- Australian Women's Register: AWE2191b
- World Athletics: 14354893
- Trove: 521114